# Törnebohmita-(La)
La törnebohmita-(La) és un mineral de la classe dels silicats. Rep el seu nom d'Alfred Elis Törnebohm (1838-1911), geòleg, pioner en l'estudi de les roques arcanes del centre de Suècia.

## Característiques
La törnebohmita-(La) és un silicat de fórmula química La₂Al(SiO₄)₂(OH). La seva duresa a l'escala de Mohs és 4,5.
Segons la classificació de Nickel-Strunz, la törnebohmita-(La) pertany a «09.AG: Estructures de nesosilicats (tetraedres aïllats) amb anions addicionals; cations en coordinació > [6] +- [6]» juntament amb els següents minerals: abswurmbachita, braunita, neltnerita, braunita-II, långbanita, malayaïta, titanita, vanadomalayaïta, natrotitanita, cerita-(Ce), cerita-(La), aluminocerita-(Ce), trimounsita-(Y), yftisita-(Y), sitinakita, kittatinnyita, natisita, paranatisita, törnebohmita-(Ce), kuliokita-(Y), chantalita, mozartita, vuagnatita, hatrurita, jasmundita, afwillita, bultfonteinita, zoltaiïta i tranquillityita.

## Formació i jaciments
Va ser descoberta a Mochalin Log, a Kixtim, a l'óblast de Txeliàbinsk, que pertany al Districte Federal dels Urals, a Rússia. També ha estat descrita a la mina Paratoo copper, a la localitat de Yunta, a la província d'Olary (Austràlia Meridional). Es tracta dels dos únic indrets on ha estat trobada aquesta espècie mineral.